# Кейтлін Даблдей
Кейтлін Джанет Даблдей (англ. Kaitlin Janette Doubleday; нар. 19 липня 1984, Лос-Анджелес, Каліфорнія, США) — американська акторка.

## Життєпис
Народилася в Лос-Анджелесі в акторській родині Крістіни Гарт (нар. 1949) та Френка Даблдея (нар. 1945). Має молодшу сестру Поршу Даблдей, також акторку.
Дебютувала в 2002 році в американському серіалі «Без сліду». В цьому ж році виконала епізодичну роль у фільмі «Впіймай мене, якщо зможеш». Також зіграла в картинах «Велика жратва» (2005), «Телевізор» (2006), «Нас прийняли» (2006).
З 2007 по 2014 з'являлась лише в епізодичних ролях у серіалах: «Брати і сестри», «Шукач», «CSI: Місце злочину», «Криміналісти: мислити як злочинець», «До смерті красива», «Жеребець», «Відьми Іст-Енду».
З 2015 по 2016 знімалася у серіалі «Імперія».

## Особисте життя
6 травня 2016 року одружилася з ді-джеєм Девіном Люсьєном. Церемонія відбулася в Біг Сюрі. Пара виховує сина 2019 року народження. 

## Фільмографія
| Рік       |    | Українська назва                   | Оригінальна назва                             | Роль                                  |
| --------- | -- | ---------------------------------- | --------------------------------------------- | ------------------------------------- |
| 2020      | тф |                                    | Love on Iceland                               | Хлоя                                  |
| 2019      | тф |                                    | Christmas at Graceland: Home for the Holidays | Гарпер Елліс                          |
| 2017—2018 | с  | Нешвілл                            | Nashville                                     | Джессі Кейн (25 епізодів)             |
| 2015—2018 | с  | Імперія                            | Empire                                        | Ронда Ліон (37 епізодів)              |
| 2017      | с  |                                    | Scary Endings                                 | Дженіфер (1 епізод)                   |
| 2016      | с  |                                    | 12 Deadly Days                                | Ліззі (1 епізод)                      |
| 2016      | ф  |                                    | A Boy Called Po                               | Емі                                   |
| 2015      | ф  | Чуваки й дракони                   | Dudes & Dragons                               | Енногард                              |
| 2014      | с  |                                    | Mixology                                      | Тріста (2 епізоди)                    |
| 2014      | тф |                                    | Friend Request                                | Селеста Джефферс-Джонсон              |
| 2013      | с  | Відьми Іст-Енду                    | Witches of East End                           | Елайза (1 епізод)                     |
| 2013      | с  | Дорогий доктор                     | Royal Pains                                   | Еллі Каннінгем (1 епізод)             |
| 2013      | с  | Болота                             | The Glades                                    | Тріна Бернс (1 епізод)                |
| 2013      | кф | Магічний браслет                   | The Magic Bracelet                            | Лейні                                 |
| 2012      | кф |                                    | Famous                                        | Гретхен                               |
| 2012      | ф  | Малліган                           | Mulligan                                      | Тінкер                                |
| 2012      | кф | (відео)                            | What About Gavin?                             | Кейтлін (голос)                       |
| 2012      | тф |                                    | The March Sisters at Christmas                | Мег Марч                              |
| 2012      | с  | На старт!                          | Go On                                         | Кіммі (1 епізод)                      |
| 2011      | с  | Жеребець                           | Hung                                          | Логан Луїс (3 епізоди)                |
| 2011      | с  | Дитяча лікарня                     | Childrens Hospital                            | лікарка-інтерн (1 епізод)             |
| 2011      | с  | До смерті красива                  | Drop Dead Diva                                | Кессі (2 епізоди)                     |
| 2011      | с  | Погоня                             | Chase                                         | 1 епізод                              |
| 2011      | с  | CSI: Місце злочину                 | CSI: Crime Scene Investigation                | Івен Феррарі (1 епізод)               |
| 2011      | ф  | Остаточний розпродаж               | Final Sale                                    | Кейт Джонсон                          |
| 2010      | ф  |                                    | Inversion                                     | Ей-Джей                               |
| 2010      | с  | Криміналісти: мислити як злочинець | Criminal Minds                                | Келлі Лендіс (1 епізод)               |
| 2010      | с  | Шукачка                            | The Closer                                    | Лінда (1 епізод)                      |
| 2009      | ф  | Гробниця                           | The Tomb                                      | Ровена                                |
| 2009      | с  | Кістки                             | Bones                                         | Карін Лін (1 епізод)                  |
| 2009      | с  | Брати і сестри                     | Brothers & Sisters                            | Челсі Єгер (2 епізоди)                |
| 2007—2008 | с  |                                    | Cavemen                                       | Кейт Мак-Кінні (13 епізодів)          |
| 2008      | с  | C.S.I.: Місце злочину Маямі        | CSI: Miami                                    | Аманда Брайтон (1 епізод)             |
| 2006      | с  |                                    | Justice                                       | Елізабет Морріс (1 епізод)            |
| 2006      | ф  | Нас прийняли                       | Accepted                                      | Ґвінн                                 |
| 2006      | ф  | Телевізор                          | The TV Set                                    | Джессі Філмор                         |
| 2005      | ф  | Велика жратва                      | Waiting…                                      | Емі                                   |
| 2004      | ф  | Орієнтація першокурсників          | Home of Phobia (Freshman Orientation)         | Аманда                                |
| 2004      | с  | Мертва справа                      | Cold Case                                     | Голлі Річардсон (1 епізод)            |
| 2003      | с  | Сильні ліки                        | Strong Medicine                               | Джулі Віндзор (1 епізод)              |
| 2002      | ф  | Упіймай мене, якщо зможеш          | Catch Me if You Can                           | Джоанна                               |
| 2002      | с  | Без сліду                          | Without a Trace                               | Єва Клірі / Бекі Радовськи (1 епізод) |